# 库洛岛

库洛岛区在赫尔辛基地图上的位置

库洛岛（芬蘭語：Kulosaari），或全音译为库洛萨里，是芬兰首都赫尔辛基市内的一个岛屿，以及赫尔辛基第42号市区。该岛以别墅市区而著称，虽然自1960年代起也开始建造了一些高层的公寓楼。老别墅区域主要位于岛屿的南部和东部海岸，而公寓楼主要位于岛的中部地带。
库洛岛区的面积为1.81平方公里，人口数量为3700人（2008年初）。居民的平均年龄为赫尔辛基市区中第三高，居民中有20.6%为超过64岁以上。作为市区的库洛岛还包括岛屿北面的基维诺卡（Kivinokka）半岛。
库洛岛上有很多外国的大使馆，例如波兰、委内瑞拉、中华人民共和国、乌克兰、伊朗、马达加斯加和伊拉克。

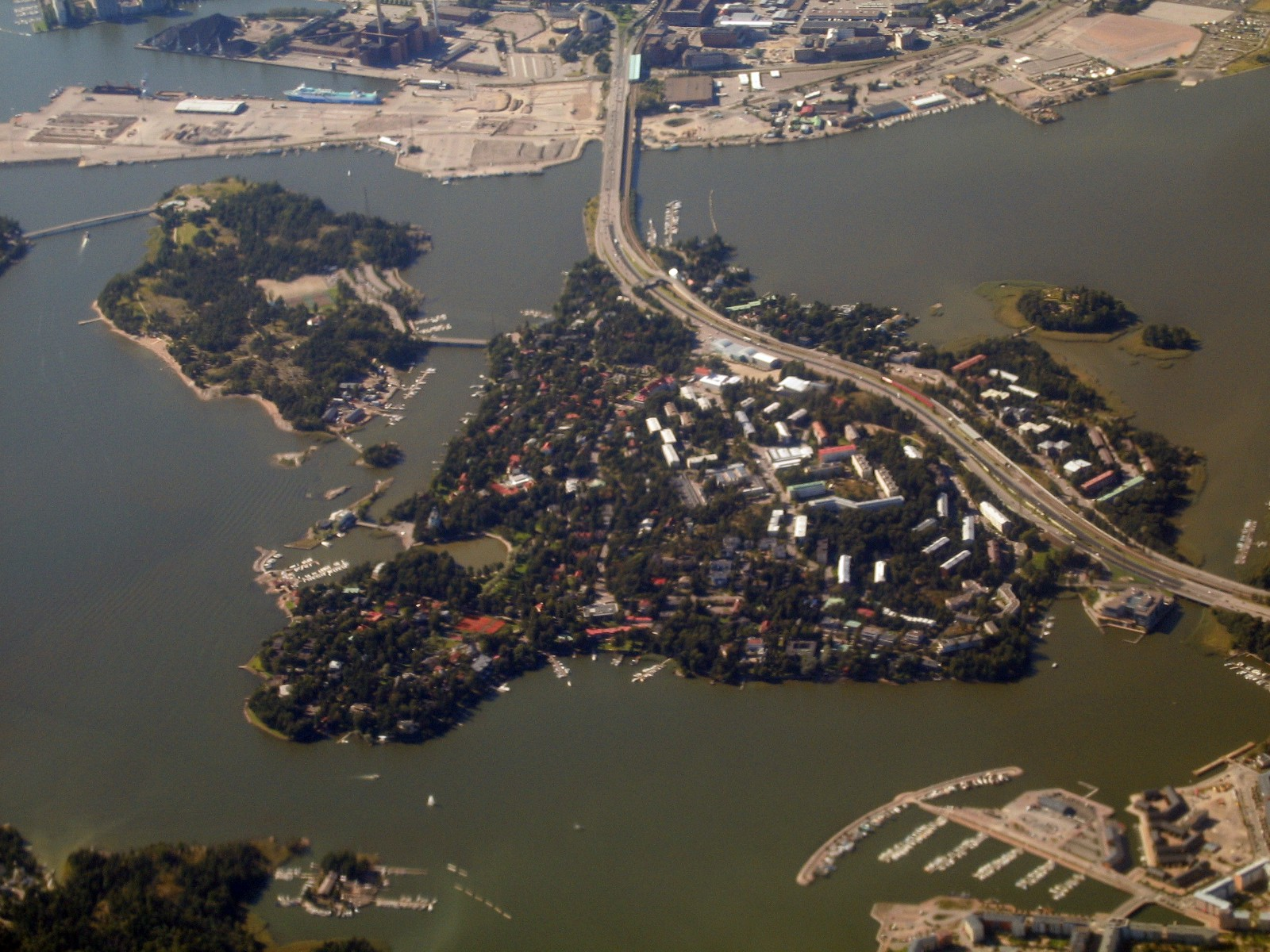
库洛岛鸟瞰图
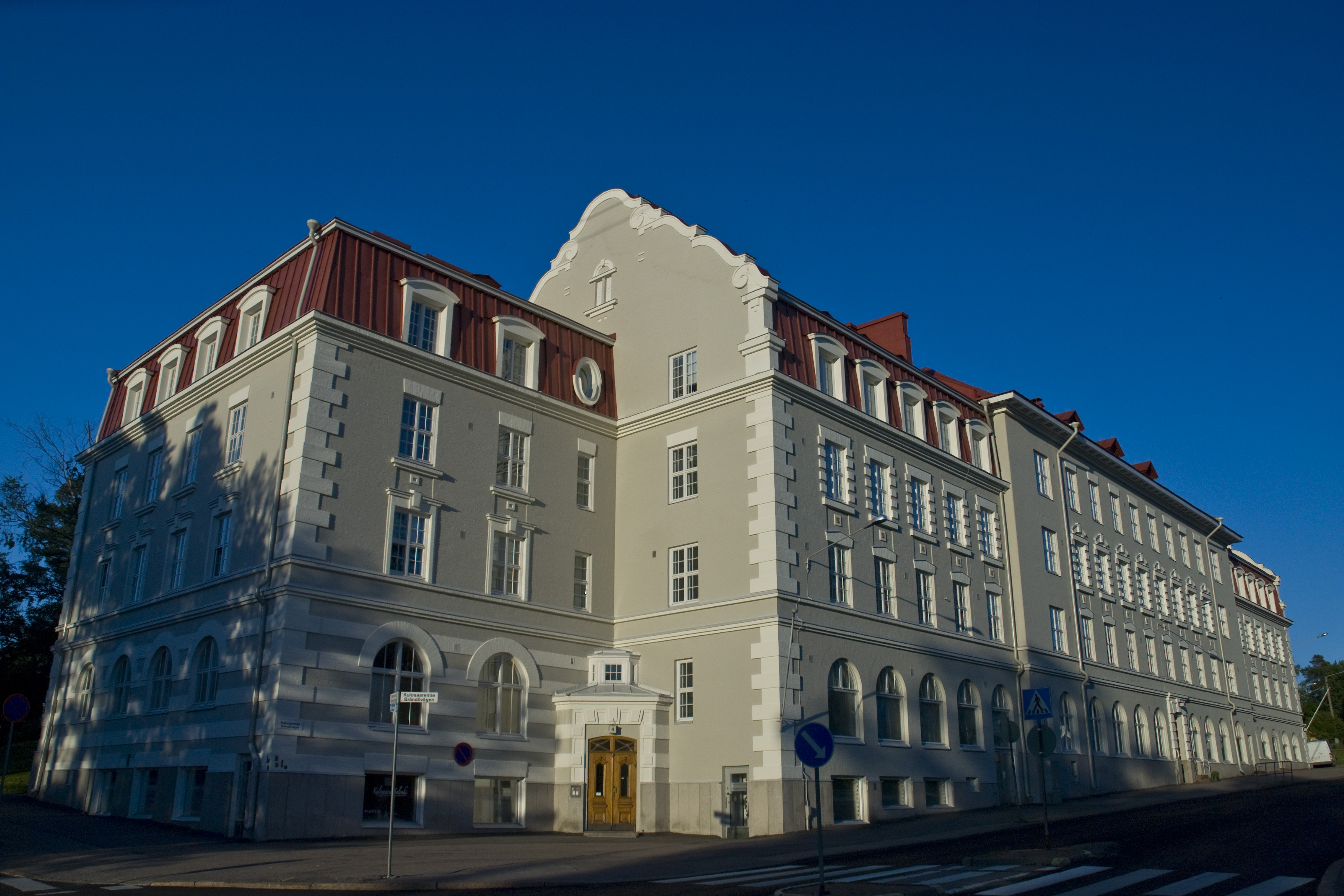
岛屿中部的公寓楼，建于1915-1916年间，在1960年代以前是该岛上唯一的多层公寓楼